# 林保怡
林保怡（英語：Bowie Lam Po-yee，1965年9月4日—），原名林展平，香港男演員及男歌手。主演的電視劇《鑑證實錄》系列、《妙手仁心》系列大受歡迎。2004年，主演的電視劇《金枝慾孽》是他的首部古裝劇，最終憑此劇荣获《萬千星輝賀台慶2004》最佳男主角。2010年，憑《掌上明珠》获得《亞洲電視大獎》最佳男主角殊榮。其洋名「Bowie」是因喜歡英國歌手 David Bowie 而得來。

## 背景

### 早年生活
林保怡籍貫廣東汕尾市海豐縣，生於香港半山區雅麗氏何妙齡那打素醫院（已搬往大埔），是家中獨子，父親為牛奶公司職員，母親為一名英軍軍官的家僕。他早年在九龍鑽石山木屋區及土瓜灣舊樓成長，於九龍讀書，在校時學業成績一般，喜歡運動和音樂。他自13歲起參與業餘樂隊，15歲左右為半職業鼓手（其時已上過14節鼓樂課程，學藝過程中曾在外為廣告商錄製廣告歌曲賺取學費），18歲成為鼓手。1980年適逢作曲家兼唱片監制翁家齊需要鼓手製作樣本歌曲，結果經人介紹之下認識對方，從此開始跟隨翁家齊為歌手如曾路得當樂隊伴奏，至應付香港中學會考時才短暫中斷合作。林保怡最終因為公開試成績不理想而未能升讀預科，中五畢業後加入香港華納唱片任職信件派送員兼辦公室助理，不久開始接觸鼓樂，但入職華納兄弟不足半年便辭職。同期任職五金工廠工人及唱片店銷售員。
林保怡加入娛樂圈前曾為消防員，後因覺得消防工作沉悶，轉為投考且加入警隊約4年。入職期間是軍裝警員，而後調任機動部隊，駐守紅磡警署和旺角警署。由於有音樂底子，在結束消防員和警員的工作後，他曾任劉天蘭「黑白唱片」公司的製作統籌，負責協調歌曲版權簽約事宜，讓歌手可以翻唱。此外，林保怡又於1986年當過翁家齊與周功成组成的「齊成樂隊」的鼓手，1987年基於葉德嫻賞識（林保怡當時有份為她製作唱片）其歌唱才華而獲介紹加入樂壇，同時在劉天蘭推薦之下接演電影如《人民英雄》、《亡命鴛鴦》等等。

### 演藝事業

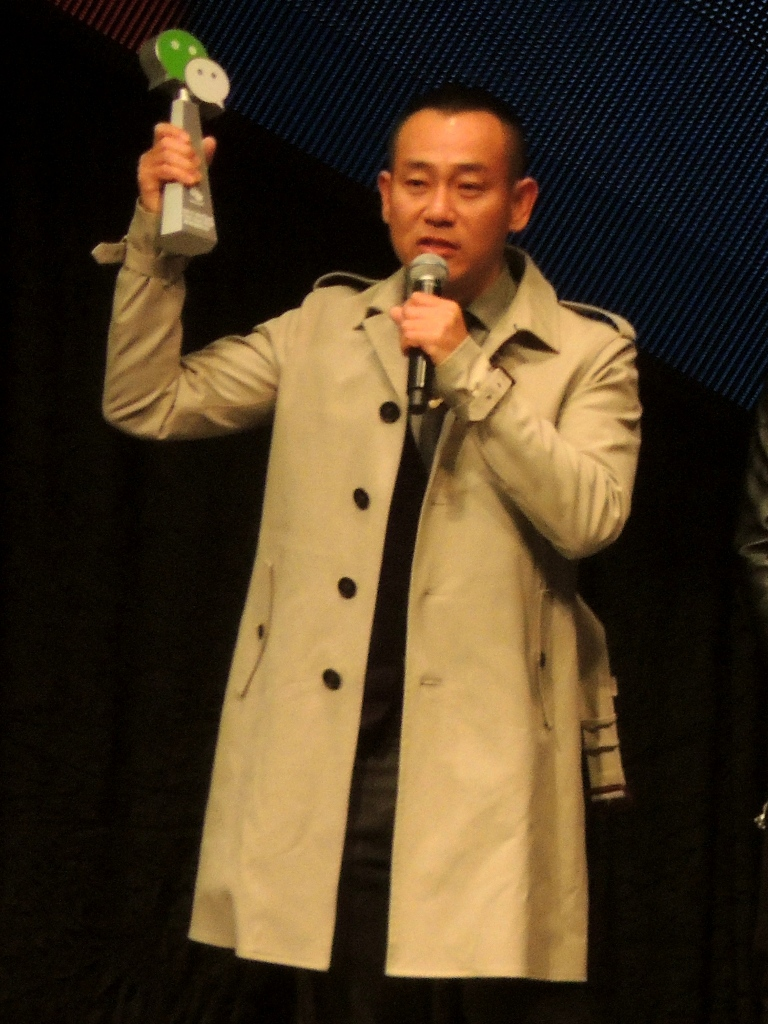
《2012年度叱咤樂壇流行榜頒獎典禮》

1989年，林保怡在黑白唱片倒閉後得到翁家齊引薦，簽約現代唱片（索尼音樂娛樂、BMG唱片前身之一），於1990年參與競逐各大新人獎。林保怡當時於樂壇最為人熟悉的作品，是與劉美君合唱的《偷窺》、《只愛上昨日的你》和《一剎的浪漫》，而《一剎的浪漫》亦被太極樂隊翻唱，但後來無以為繼，漸漸淡出樂壇，轉向影視圈發展。林保怡加入無綫前是當閒角為主，因為他並非演員出身，而隨後就參演他人生的第一部電視劇《男盜女差》。
1997年，是林保怡演藝生涯轉捩點，他接拍《鑑證實錄》擔任第一男主角，隨後他又接拍《妙手仁心》系列、《智勇新警界》、《金枝慾孽》等作品，劇中表現出色讓他獲得業界人和觀眾肯定。《金枝慾孽》更成為他的成就作品，奪得2004年度我最喜愛男主角。2010年再憑《掌上明珠》奪得亞洲電視大獎最佳連續劇男主角。鍾景輝亦曾《志雲飯局》中點名稱讚林保怡演技。因外型關係，有網民稱譽林保怡為港版湯·漢斯。2011年5月約滿無綫電視後基於認為自己沒有向上突破的空間而沒有續約，於是結束了22年賓主關係。
2015年無綫電視重播1992年劇集《大時代》，當年初出道不久的他飾演戲份不少的配角陳滔滔，再次引起關注。2016年參演ViuTV開台劇集《瑪嘉烈與大衛系列 綠豆》，飾演男主角大衛，再次引起城中熱話，並在2018年成立自己的製作人公司，實行自己劇集自己拍；2020年監製ViuTV劇集《歎息橋》。2023年，憑電影《白日之下》，入圍第60屆金馬獎最佳男配角，是他從影以來首度獲得電影獎項的提名。翌年，他憑此片入圍第42屆香港電影金像獎最佳男主角，是他首次獲得影帝提名。
2024年6月宣佈回巢無綫拍攝全新警匪劇《刑偵12》。

## 演出作品

### 電視劇（無綫電視）
| 首播        | 劇名               | 角色                            |
| 1990年      | 別姬（單元劇）     | 阿国                            |
| 1990年      | 曾經擁有（單元劇） |                                 |
| 1991年      | 男盜女差           | 李祖蔭                          |
| 1992年      | 破繭邊緣           | 周 宏                           |
| 1992年      | 大時代             | 陳滔滔                          |
| 1992年      | 兄兄我我           | 溫 昌                           |
| 1993年      | 偷心大少           | 何俊傑                          |
| 1993年      | 居者冇其屋         | 麥 基                           |
| 1994年      | CATWALK俏佳人      | 梁世傑                          |
| 1994年      | 千歲情人           | 凌克洋                          |
| 1994年      | 愛有明天           | 方有孝                          |
| 1994年      | 壹號皇庭III        | 李世宏                          |
| 1994年      | 廉政行動1994       | 任文中（廉署調查員）            |
| 1995年      | 男人四十一頭家     | 曾兆昌                          |
| 1995年      | 壹號皇庭IV         | 方偉豪（Kelvin）（反派角色）    |
| 1995年      | 一切從失蹤開始     | 吳華生                          |
| 1996年      | 新上海灘           | 謝 東                           |
| 1997年      | 壹號皇庭V          | 方偉豪（Kelvin）（反派角色）    |
| 1997年      | 隱形怪傑           | 陳水井                          |
| 1997年      | 鑑證實錄           | 曾家原（大佬原）                |
| 1997年      | 美味天王           | 陳歡喜（客串）                  |
| 1998年      | 妙手仁心           | 黎國柱（Henry）                 |
| 1999年      | 鑑證實錄II         | 曾家原（大佬原）                |
| 1999年      | 非常保鑣           | 雷天寶                          |
| 2000年      | 緣份無邊界         | 周國正                          |
| 2000年      | 新鮮人             | 方家輝                          |
| 2000年      | 妙手仁心II         | 黎國柱（Henry）                 |
| 2002年      | 彩色世界           | 張家發（發仔）                  |
| 2002年      | 談談情·練練武      | 吳家傑                          |
| 2003年      | 智勇新警界         | 方瓦仔                          |
| 2003年      | 富豪海灣非凡情緣   | Bowie                           |
| 2004年      | 金枝慾孽           | 孫白颺（孫大人）                |
| 2005年      | 奪命真夫           | 羅理浩（Leo）                   |
| 2005年      | 妙手仁心III        | 黎國柱（Henry）                 |
| 2005年      | 隨時候命           | 葉青雲（Benjamin）              |
| 2006年      | 火舞黃沙           | 閻萬曦（閻老闆）（反派角色）    |
| 2006年      | 刑事情報科         | 鍾 信（Tony）                   |
| 2008-2009年 | 珠光寶氣           | 高長勝（Calvin）（反派角色）    |
| 2009年      | 廉政行動2009之造市 | 馬日明（反派角色）              |
| 2010年      | 掌上明珠           | 何祥興（反派角色）              |
| 2010年      | 讀心神探           | 姚學琛                          |
| 2011年      | 九江十二坊         | 宋正堯（梁正堯）                |
| 2011年      | 天與地             | 劉俊雄（Joe、鼓佬）（反派角色） |
| 2025年      | 刑偵12             | 丁洛風                          |

### 電視劇（其他）
| 首播   | 機構               | 劇名                  | 角色                  | 備註                   |
| 1987年 | 香港電台           | 小說家族              |                       |                        |
| 1989年 | 香港電台           | 親親孩子天            | 柏林父親陳大力        |                        |
| 1991年 | 香港電台           | 小說家族              |                       |                        |
| 1996年 | ATV                | 黃飛鴻之理想年代      | 齊 崎                 |                        |
| 2004年 | 寰宇娛樂有限公司   | 功夫足球              | 林中豹（反派角色）    |                        |
| 2006年 |                    | 青城之戀              | 趙振航                |                        |
| 2008年 |                    | 憤怒的天使            | 西義敏郎              |                        |
| 2009年 | 中國浙江衛視       | 愛上女主播            | 蔣家慶                |                        |
| 2010年 |                    | 金枝玉葉              | 邵立达                |                        |
| 2011年 |                    | 完美丈夫              | 胡正中                |                        |
| 2012年 | WOWOW              | Strangers6            | 方海廉                |                        |
| 2014年 | 华谊兄弟郝琳工作室 | 雙雄                  | 顧立銘                | 又名:上海滩喋血枭雄    |
| 2015年 |                    | 老婆大人是80后        | 钱坤                  |                        |
| 2016年 | ViuTV              | 瑪嘉烈與大衛          | 王守時（大衛、David） | 客串最後一集           |
| 2016年 | ViuTV              | 瑪嘉烈與大衛系列 綠豆 | 王守時（大衛、David） | ViuTV開台劇            |
| 2020年 | 优酷、ViuTV        | 歎息橋                | 李子勇（Thomas）      | 兼任"監製"             |
| 待播   |                    | 特别输送              | 董秋山                | 又名:北风寒 2013年拍攝 |
| 待播   |                    | 屯戍西疆              | 張漢勇                | 2013年拍攝             |

### 電視電影
| 首播   | 劇名                | 角色   |
| 1992年 | 越柙飛龍II-虎穴潛龍 |        |
| 1993年 | 爱到尽头            | 郑伟杰 |
| 1994年 | 玛莉的抉择          | John   |
| 1995年 | 岁月情真            | 華     |
| 1995年 | 傾城歲月            |        |
| 2003年 | 妒火线              | 俊     |
| 2004年 | 鐵翼驚情            | Joe    |

### 電影
| 年度   | 片名                 | 角色             |
| 1986年 | 戀愛季節             | Bowie            |
| 1987年 | 人民英雄（银行风云） | 银行职员         |
| 1988年 | 亡命鸳鸯             | Johnny           |
| 1988年 | 梦过界               | 冷枫             |
| 1989年 | 打工狂想曲           | Bowie            |
| 1989年 | 再见王老五           |                  |
| 1990年 | 殭屍醫生             | 姜大聪           |
| 1992年 | 北妹传奇             |                  |
| 1992年 | 龍騰四海             | 龍三             |
| 1992年 | 侠圣                 | Michael Lam      |
| 1992年 | 我爱扭纹柴           |                  |
| 1992年 | 飞女正传             | Peter            |
| 1992年 | 辣手神探             | 阿龍             |
| 1993年 | 玫瑰玫瑰我愛你       | 譚德昌           |
| 1993年 | 抢钱夫妻             |                  |
| 1993年 | 一代枭雄之三支旗     | 刘和             |
| 1993年 | 超級計劃             | 何炬George       |
| 1994年 | 戀愛的天空           | Dr. Alan Tam     |
| 1994年 | 夢差人               | 林振強Johnny     |
| 1994年 | 龍虎新風雲           | 沙皮Sap          |
| 1994年 | 逃出黑社会的日子     | 王少傑(阿杰)     |
| 1994年 | 运财童子             | Bowie            |
| 1994年 | 狂賭一族出頭天       | 保怡             |
| 1995年 | 救世神棍             | 吳智 Calvin      |
| 1995年 | 二月三十之阴间直通车 | Li Man-kit       |
| 1995年 | 叛逆情缘人           | Wingcheung的哥哥 |
| 1996年 | 悍匪                 | 李sir            |
| 1996年 | 狂野三千响           | 成               |
| 1997年 | 一夜富贵             | 阿信             |
| 1997年 | 完全失控             |                  |
| 1997年 | 越夜越疯狂           | Tony             |
| 1997年 | 極度獸性             | 許森（Sam Hui）  |
| 1997年 | 算死草               | 何中             |
| 1997年 | 我老豆唔係人         |                  |
| 1998年 | 鬼骨场               | Ben              |
| 2004年 | 虐杀游戏             | 曾怀青           |
| 2009年 | 神鎗手               | 山哥             |
| 2009年 | 金錢帝國             | 嚴國樑           |
| 2013年 | 越來越好之村晚       | 經紀人           |
| 2014年 | 破局                 | 顾长风           |
| 2014年 | 太平輪：亂世浮生     | 袁皮特           |
| 2015年 | 太平輪：驚濤摯愛     | 袁皮特           |
| 2015年 | 索命暹罗之按摩师     | 尹正             |
| 2016年 | S風暴                | 倫添源           |
| 2017年 | 臨時演員             | Bowie            |
| 2018年 | 敦煌不了情           |                  |
| 2023年 | 毒舌大狀             | 陸定恆           |
| 2023年 | 白日之下             | 章劍華           |
| 2024年 | 焚城                 | 徐永基           |
| 待上映 | 踢踏踢踏             | 鄭寶             |
| 待上映 | 守闕者               |                  |

### 舞台剧
| 年度      | 節目     | 角色       |
| 2009年7月 | 李察三世 | 白金汉公爵 |

### 節目主持（無綫電視）
| 年度   | 節目                                   |
| 1994年 | 寰宇風情（四驅遨遊昆士蘭）             |
| 1995年 | 寰宇風情（南斯拉夫聯邦黑山共和國特輯） |
| 1997年 | 永安旅遊話你知：點解馬來西亞咁好玩     |
| 1997年 | 為食到台灣                             |
| 1998年 | 康泰最緊要好玩 韓國旅遊新路線          |
| 1999年 | 永安旅遊話你知：點解日本咁好玩         |
| 2002年 | 星晨旅遊日本本州真程趣                 |
| 2003年 | 旅遊全面睇                             |
| 2005年 | 大長今短說                             |
| 2006年 | 江山美人                               |
| 2008年 | 好友移城                               |
| 2010年 | 敦煌                                   |
| 2010年 | 健康奇案錄                             |

## 音樂作品

### 個人單曲
| 單曲 # | 單曲名稱          | 發行公司   | 發行日期       | 曲目                               |
| 1st    | 彩色世界 原聲大碟 | 新藝寶唱片 | 2001年1月21日  | 曲目 1. 闔上眼睛看世界 2. 不要怕黑 |
| 2nd    | 飛鷹翱翔          | 星夢娛樂   | 2005年11月21日 | 曲目 1. 飛鷹翱翔                   |
| 3rd    | 情報              | 星夢娛樂   | 2006年8月14日  | 曲目 1. 情報                       |
| 4th    | 相戀兩個字        | 星夢娛樂   | 2008年10月20日 | 曲目 1. 相戀兩個字（林保怡、黎姿） |
| 5th    | 心中有數          | 星夢娛樂   | 2010年10月4日  | 曲目 1. 心中有數                   |
| 6th    | 風沙              | 星夢娛樂   | 2014年3月2日   | 曲目 1. 風沙                       |

### 個人專輯
| 專輯 # | 專輯名稱    | 專輯類型        | 發行公司   | 發行日期       | 曲目 |
| 1st    | Natural     | 粵語大碟        | 現代唱片   | 1989年10月24日 | 曲目 1. 一剎的浪漫 2. 想哭 3. 只愛上昨日的你(原曲：趙傳——《我終於失去了你》） 4. 流浪的摩托 5. 彷佛一生 6. 只要我自然 7. 偷窺（劉美君、林保怡） 8. 永不讓步 9. 隨白雪飛去 10. 午夜時份 |
| 2nd    | Make My Day | 粵語大碟        | 現代唱片   | 1991年5月16日  | 曲目 1. 夢要飛 2. 一分痴 3. 和好（不）如初 4. 火種 5. 期待著妳 6. 沒有她，只有她 7. 風中陌路人 8. Laurajean 9. 夢中夢 10. 還你還我 |
| 3rd    | 流水飄      | 粵語新曲 + 精選 | 現代唱片   | 1992年5月7日   | 曲目 1. 不想了 2. 還我顏色 3. 流水飄 4. 流浪的摩托 5. 火種 6. 想哭 7. 一分痴 8. 偷窺（劉美君、林保怡） 9. 和好（不）如初 10. 夢要飛 11. 還你還我 12. 彷彿一生 13. 一剎的浪漫 14. 不想了（伴唱） 15. 流水飄（伴唱）                                                                                             |
| 4th    | 愛不出口    | 粵語大碟        | 新藝寶唱片 | 2001年1月      | 曲目 1. 愛不出口 2. 半生前後 3. 一秒一千字 4. 浪人 5. 天上有地下無 6. 驚天震地 7. 無人損傷 8. 美麗大園地 |
| 5th    | 夢迴慾孽    | 粵語大碟        | 東亞唱片   | 2004年10月     | 曲目 1. 兒女 2. 兒女（配樂） 3. 砒霜 4. 白揚玉塋協奏曲（配樂） 5. 又再偷窺（林保怡、郭可盈） 6. 摯友 7. 夢迴欲孽（配樂） 8. 砒霜（林保怡、黎姿） 9. 庭內鬥爭（配樂） 10. 如果你是我的愛人 11. 反遊戲 12. 直航機 13. 星期日（林保怡、歐陽震華、蒙嘉慧） 14. 兒女（Karaoke Version） 15. 砒霜（Karaoke Version） |

### 合輯
| 合輯 # | 合輯名稱             | 合輯類型        | 發行公司   | 發行日期      | 曲目 |
| 1st    | Be My Baby           | 粵語大碟        | 現代唱片   | 1989年9月27日 | 曲目 1. Be My Baby（鄭瑞芬） 2. 假裝·假純情（鄭瑞芬） 3. 愛這個字（鄭瑞芬） 4. 從沒要緊（鄭瑞芬） 5. Bad Timing（鄭瑞芬、林保怡） 6. I'm Gonna Miss You（鄭瑞芬） 7. 青春·勇氣·眼淚（鄭瑞芬） 8. 愛情句號（鄭瑞芬） 9. 您的溫柔我的真（鄭瑞芬） 10. 失戀車廂（鄭瑞芬） |
| 2nd    | 親親孩子天           | 粵語EP          | 現代唱片   | 1989年        | 曲目 1. 親親孩子天（林保怡） 2. 甜甜小公主（劉美君） 3. 改過（Fundamental） 4. 親親孩子天（伴奏音樂） 5. 甜甜小公主（伴奏音樂） 6. 改過（伴奏音樂） |
| 3rd    | 暖火1990             | 粵語新曲 + 精選 | 現代唱片   | 1990年6月7日  | 曲目 1. 問候（黎瑞恩） 2. 美麗的謊言（蔡濟文） 3. 第四者（Echo） 4. 想哭（林保怡） 5. 愛是無涯（劉美君） 6. 媽媽我沒有做錯（夏韶聲） 7. 花事了（新青年） 8. 愛這個字（鄭瑞芬） 9. 眼淚卻流在今天（Fundamental） 10. 愛在思念蔓延時（曾路得） 11. Don't You Know Me by Now（齊成） 12. 暖火（Fundamental、林保怡、鄭瑞芬、蔡濟文、黎瑞恩） |
| 4th    | BMG Beat Bit Remixes | 粵語混音專輯    | 現代唱片   | 1990年        | 曲目 1. 玩玩（劉美君） 2. 一剎的浪漫（林保怡） 3. 後現代愛情（Fundamental） 4. 假裝．假純情（鄭瑞芬） 5. 流浪的摩托（林保怡） 6. 感覺（劉美君） |
| 5th    | 現代戀曲             | 粵語新曲 + 精選 | 現代唱片   | 1991年        | 曲目 1. 你走你的路（劉祖兒、羅加慧） 2. 告別Barcelona（Fundamental） 3. 這麼那麼怎麼（劉美君） 4. 一剎的浪漫（林保怡） 5. 真愛（杜麗莎） 6. 路中情（夏韶聲） 7. 月亮下（鄭瑞芬） 8. 褪色片段（蔡濟文） 9. 他最愛的歌（Echo） 10. 偷窺（劉美君、林保怡） 11. 影子與我（曾路得） 12. 喜歡我（劉祖兒） |
| 6th    | 古惑狗天師           | 粵語大碟        | 現代唱片   | 1991年        | 曲目 1. 愛還活著（林保怡、呂珊） 2. 永不屈服（林保怡、勞國超） 3. 分享（林保怡） 4. 給我驚喜（林保怡、梁頌儀） 5. 盼望（徐珮兒） 6. 一起高聲歌唱（翁家齊） 7. Hallelujah（勞國超） 8. 愛還活著（林保怡） |
| 7th    | 現代戀曲2            | 粵語新曲 + 精選 | 現代唱片   | 1991年12月    | 曲目 1. Home Alone（鄭敬基、蔡濟文、鄭伊健） 2. 相愛一生（Purple Heart） 3. 和好（不）如初（林保怡） 4. 依依（劉美君） 5. Cindy（鄭敬基） 6. 無根的感覺（肥媽） 7. 你漂亮的固執（夏韶聲） 8. 一秒是無限（Re-arranged Version）（Purple Heart） 9. 問你會否跟我走（呂珊、鄭敬基） 10. 哎吔吔（新青年） 11. 一分痴（林保怡） 12. You Can't Stop Me Loving You（肥媽） 13. 天長地久（劉美君） 14. 回頭才知道珍惜你（新青年）                                                     |
| 8th    | 卡拉屋企             | 粵語新曲 + 精選 | 現代唱片   | 1992年7月     | 曲目 1. 香港新姿態（吳鎮宇、李婉華、歐陽震華、翁慧德、梁榮忠、黎海珊、秦煌、楚原、鄭敬基、黃一飛、譚泉慶、余慕蓮、翁杏蘭、鄭瑞芬） 2. Say Yes（蔡濟文） 3. 海潮（溫碧霞） 4. 你記起誰（鄭敬基） 5. Hasta Manana情莫變（呂珊） 6. 流水飄（林保怡） 7. 戀模樣（鄭瑞芬） 8. 森巴嘉年華（溫碧霞） 9. 望窗的季節（蔡濟文） 10. 3650夜（呂珊） 11. 石牆記（鄭敬基） 12. 動情（鄭瑞芬） 13. 一分痴（林保怡） 14. 香港新姿態（音樂版）                                                |
| 9th    | 妙手仁心II           | 粵語原聲大碟    | 新藝寶唱片 | 2001年        | 曲目 1. 妙手仁心Ⅱ主題音樂 2. 愛不出口（林保怡） 3. 麻醉（陳潔儀） 4. 只知我難避開（陳慧珊） 5. 不知不覺 6. 香港新姿態（音樂版） 7. 只知我難避開（Piano Version） 8. 只知我難避開（Love Version） 9. 愛不出口（Piano Version） 10. 愛不出口（Sad Version） 11. 麻醉（Piano Version） 12. 麻醉（Music Box Version） 13. Lonely Sax 14. Drunk In The Bar 15. Dying 16. Good Friends 17. Tension 18. Great Love 19. Bar Beat 20. Lonely Guitar 21. Love Piano 22. Waiting For You |

### 歌曲
他曾与葉德嫻合唱歌曲《離合圓缺》。他的其他作品包括《一剎的浪漫》、《袛愛上昨日的妳》和《愛》等。当中《Make My Day》及《流水飄》共用了一曲而重新填词。在两张作品中收录的《偷窺》，他分別與不同女聲合唱，《Natural》內為劉美君，《流水飄》內则不详。而《砒霜》於2004年某周於商台881流行榜獲冠軍一次。

### 電視劇歌曲
| 年度   | 劇名                 | 性質             | 歌名                        | 首次收錄專輯                       |
| 1992年 | 《破繭邊緣》         | 插曲             | 流水飄                      | 《流水飄》                         |
| 1993年 | 《偷心大少》         | 主題曲           | 愛慾迷宮                    | 未曾收錄                           |
| 1993年 | 《偷心大少》         | 插曲             | 無謎底的愛你                | 未曾收錄                           |
| 2000年 | 《妙手仁心II》       | 片尾曲           | 不知不覺 與陳潔儀合唱       | 《妙手仁心II原聲大碟》             |
| 2000年 | 《妙手仁心II》       | 片尾曲           | 愛不出口                    | 《妙手仁心II原聲大碟》             |
| 2002年 | 《彩色世界》         | 主題曲           | 闔上眼睛看世界              | 未曾收錄                           |
| 2002年 | 《彩色世界》         | 插曲             | 不要怕黑                    | 未曾收錄                           |
| 2002年 | 《談談情·練練武》    | 主題曲           | 逃出生天                    | 未曾收錄                           |
| 2002年 | 《談談情·練練武》    | 主題曲（國語版） | 一個人的路                  | 未曾收錄                           |
| 2003年 | 《智勇新警界》       | 主題曲           | 一字馬                      | 《愛上電視主題曲 黃尚偉作品集》    |
| 2003年 | 《智勇新警界》       | 插曲             | 如果你是我的愛人            | 《夢迴慾孽》                       |
| 2004年 | 電視電影《鐵翼驚情》 | 片尾曲           | 想你                        | 未曾收錄                           |
| 2004年 | 《金枝慾孽》         | 主題曲           | 兒女                        | 《夢迴慾孽》                       |
| 2004年 | 《金枝慾孽》         | 片尾曲           | 砒霜                        | 《夢迴慾孽》                       |
| 2005年 | 《大長今》           | 插曲             | 不配相擁 與陳慧琳合唱       | 陳慧琳《Grace & Charm》2nd Edition |
| 2005年 | 《大長今》           | 片尾曲           | 思念                        | 陳慧琳《Grace & Charm》2nd Edition |
| 2005年 | 《奪命真夫》         | 主題曲           | 灰色錯對                    | 《歌影傳情》                       |
| 2005年 | 《妙手仁心III》      | 片尾曲           | 和你的每一天                | 《男人魅》                         |
| 2005年 | 《妙手仁心III》      | 插曲             | 長夜                        | 未曾收錄                           |
| 2005年 | 《隨時候命》         | 片尾曲           | 飛鹰翱翔                    | 未曾收錄                           |
| 2006年 | 《火舞黃沙》         | 主題曲           | 風沙                        | 未曾收錄                           |
| 2006年 | 《火舞黃沙》         | 主題曲（國語版） | 風沙（國語）                | 未曾收錄                           |
| 2006年 | 《刑事情報科》       | 主題曲           | 情報                        | 未曾收錄                           |
| 2008年 | 《珠光寶氣》         | 插曲             | 相戀兩個字 與黎姿合唱       | 未曾收錄                           |
| 2010年 | 《讀心神探》         | 主題曲           | 心中有數                    | 未曾收錄                           |
| 2011年 | 《天與地》           | 片尾曲           | 年少無知 與陳豪、黃德斌合唱 | 《Love TV情歌精選3》               |

### 派台歌曲成績
| 派台歌曲四台上榜最高位置 |            |     |      |     |     |                                               |
| 唱片                     | 歌曲       | 903 | RTHK | 997 | TVB | 備註                                          |
| 1989年                   |            |     |      |     |     |                                               |
| Natural                  | 彷彿一生   | 7   | 4    |     | 3   |                                               |
| Natural                  | 一剎的浪漫 | 9   | 10   |     | /   |                                               |
| Natural                  | 偷窺       | 7   | /    |     | /   | 與劉美君合唱                                  |
| 1991年                   |            |     |      |     |     |                                               |
| Make My Day              | 還你還我   | 18  | 18   |     | /   |                                               |
| Make My Day              | 一分痴     | 9   | 12   |     | /   |                                               |
| Make My Day              | 和好不如初 | 19  | -    |     | /   |                                               |
| 1992年                   |            |     |      |     |     |                                               |
| 流水飄                   | 不想了     | /   | /    |     | /   |                                               |
| 流水飄                   | 流水飄     | /   | /    |     | /   |                                               |
| 2000年                   |            |     |      |     |     |                                               |
| 愛不出口                 | 愛不出口   | -   | 5    | 1   | /   | 無綫電視劇《妙手仁心II》插曲                  |
| 2001年                   |            |     |      |     |     |                                               |
| 愛不出口                 | 半生前後   | 19  | -    | /   | /   |                                               |
| 麻醉                     | 不知不覺   | -   | -    | /   | /   | 與陳潔儀合唱 無綫電視劇《妙手仁心II》插曲     |
| 2004年                   |            |     |      |     |     |                                               |
| 夢迴慾孽                 | 砒霜       | -   | -    | 5   | -   | 與黎姿合唱 無綫電視劇《金枝慾孽》插曲         |
| 2011年                   |            |     |      |     |     |                                               |
| Love TV 情歌精選 3       | 年少無知   | 6   | 3    | 2   | 5   | 與陳豪、黃德斌合唱 無綫電視劇《天與地》片尾曲 |

| 903 | RTHK | 997 | TVB | 備註              |
| 0   | 0    | 1   | 0   | 四台冠軍歌總數：0 |

## 曾獲獎項
| 年度 | 頒獎/機構                        | 獎項                                                                                 | 劇名                      | 角色                  | 結果 |
| 1999 | 《1999年度壹電視大獎》           | 十大電視藝人 - 第七位                                                                | 不適用                    | 不適用                | 獲獎 |
| 2003 | 《萬千星輝賀台慶》               | 本年度我最喜愛的電視角色                                                             | 《智勇新警界》            | 方瓦仔                | 獲獎 |
| 2004 | 《2004年度壹電視大獎》           | 我的至愛角色                                                                         | 《智勇新警界》            | 方瓦仔                | 獲獎 |
| 2004 | 《萬千星輝賀台慶》               | 本年度我最喜愛的男主角                                                               | 《金枝慾孽》              | 孫白颺                | 獲獎 |
| 2004 | 《萬千星輝賀台慶》               | 本年度我最喜愛的電視角色                                                             | 《金枝慾孽》              | 孫白颺                | 獲獎 |
| 2005 | 《2005年度壹電視大獎》           | 十大電視藝人 - 第二位                                                                | 不適用                    | 不適用                | 獲獎 |
| 2005 | 《2005年度壹電視大獎》           | Giormani 精彩角色演繹大獎                                                            | 《金枝慾孽》              | 孫白颺                | 獲獎 |
| 2005 | 《新城勁爆電視大獎頒獎禮》       | 勁爆電視演員                                                                         | 《金枝慾孽》              | 孫白颺                | 獲獎 |
| 2010 | 《第15屆亞洲電視大獎》           | 最佳連續劇男主角                                                                     | 《掌上明珠》              | 何祥興                | 獲獎 |
| 2011 | 《SINA Music樂壇民意指數頒獎禮》 | SINA Music 電視劇主題曲大獎《年少無知》，與陳豪、黃德斌合唱，《天與地》片尾曲        | 《天與地》                | 不適用                | 獲獎 |
| 2012 | 《2012 CASH金帆音樂獎》          | 最佳合唱演繹獎 - 《年少無知》，與陳豪、黃德斌合唱，劇集《天與地》片尾曲              | 《天與地》                | 不適用                | 獲獎 |
| 2013 | 《叱咤樂壇流行榜頒獎典禮》       | 叱咤樂壇我最喜愛的歌曲大獎 - 《年少無知》，與陳豪、黃德斌合唱，劇集《天與地》片尾曲  | 《天與地》                | 不適用                | 獲獎 |
| 2013 | 《叱咤樂壇流行榜頒獎典禮》       | WeChat Chit Chat 樂壇最熱選歌曲 - 《年少無知》，與陳豪、黃德斌合唱，《天與地》片尾曲 | 《天與地》                | 不適用                | 獲獎 |
| 2013 | 《第35屆十大中文金曲頒獎典禮》   | 十大中文金曲獎 - 《年少無知》，與陳豪、黃德斌合唱，劇集《天與地》片尾曲              | 《天與地》                | 不適用                | 獲獎 |
| 2016 | 《觀眾在民間電視大獎2016》       | 民選最佳男主角                                                                       | 《瑪嘉烈與大衛系列 綠豆》 | 王守時（大衛、David） | 獲獎 |
| 2018 | 《丝路凝聚力盛典》               | 年度实力男演员                                                                       | 不適用                    | 不適用                | 獲獎 |
| 2021 | 《第二十九屆華鼎獎》             | 全國觀眾最喜愛十佳演員獎                                                             | 《歎息橋》                | 李子勇                | 獲獎 |

## 提名獎項
| 年度   | 頒獎/機構                  | 獎項                                        | 劇名            | 角色/歌曲/情境                                 | 結果              |
| 1997年 | 萬千星輝賀台慶1997         | 最厭惡角色演繹大獎                          | 《壹號皇庭V》   | 方偉豪                                         | 提名 （最後七強） |
| 2005年 | Astro華麗台電視劇大獎2005  | 我的至愛男主角                              | 《金枝慾孽》    | 孫白颺                                         | 提名 （最後五強） |
| 2005年 | Astro華麗台電視劇大獎2005  | 我的至愛主題曲                              | 《金枝慾孽》    | 兒女                                           | 提名 （最後五強） |
| 2005年 | Astro華麗台電視劇大獎2005  | 我的至愛情侶檔 （與黎姿共同提名）           | 《金枝慾孽》    | 孫白颺、侯佳·玉瑩                              | 提名 （最後五強） |
| 2005年 | Astro華麗台電視劇大獎2005  | 我的至愛角色                                | 《金枝慾孽》    | 孫白颺                                         | 提名              |
| 2006年 | Astro華麗台電視劇大獎2006  | 我的至愛男主角                              | 《妙手仁心III》 | 黎國柱                                         | 提名              |
| 2006年 | Astro華麗台電視劇大獎2006  | 我的至愛角色                                | 《妙手仁心III》 | 黎國柱                                         | 提名              |
| 2007年 | Astro華麗台電視劇大獎2007  | 我的至愛男主角                              | 《火舞黃沙》    | 閻萬曦                                         | 提名              |
| 2007年 | Astro華麗台電視劇大獎2007  | 我的至愛角色                                | 《火舞黃沙》    | 閻萬曦                                         | 提名              |
| 2007年 | Astro華麗台電視劇大獎2007  | 我最難忘的一幕                              | 《火舞黃沙》    | 曦向假扮玉的鳳說這些年來他心裡一直掛念著的是鳳 | 提名              |
| 2010年 | MY AOD我的最愛頒獎典禮2010 | 我的最愛電視男主角                          | 《掌上明珠》    | 何祥興                                         | 提名 （最後十強） |
| 2011年 | MY AOD我的最愛頒獎典禮2011 | 我的最愛電視男主角                          | 《九江十二坊》  | 梁正堯                                         | 提名              |
| 2011年 | MY AOD我的最愛頒獎典禮2011 | 我的最愛十五大電視角色                      | 《九江十二坊》  | 梁正堯                                         | 提名              |
| 2012年 | MY AOD我的最愛頒獎典禮2012 | 我的最愛十五大電視角色                      | 《天與地》      | 劉俊雄                                         | 提名              |
| 2012年 | MY AOD我的最愛頒獎典禮2012 | 我的最愛電視歌曲 （與陳豪、黃德斌共同提名） | 《天與地》      | 年少無知                                       | 提名 （最後五強） |
| 2023年 | 第60屆金馬獎               | 最佳男配角獎                                | 《白日之下》    | 章劍華                                         | 提名              |
| 2024年 | 第42屆香港電影金像獎       | 最佳男主角                                  | 《白日之下》    | 章劍華                                         | 提名              |
| 2024年 | 第37屆中國電影金雞獎       | 最佳男主角                                  | 《白日之下》    | 章劍華                                         | 提名              |

## 外部連結
- 林保怡的新浪微博
- 林保怡官方網站 保怡森林
- 林保怡在香港影庫上的簡介